# Liste der Venuskrater/J
| Name         | Position          | ⌀       | Benannt nach                                                                   |
| ------------ | ----------------- | ------- | ------------------------------------------------------------------------------ |
| Jaantje      | 46,5° N, 123° O   | 7,8 km  | niederländischer Vorname                                                       |
| Jacqueline   | 70,1° S, 123,6° O | 16,5 km | französischer Vorname                                                          |
| Jadwiga      | 68,4° N, 91° O    | 12,7 km | polnischer Vorname                                                             |
| Jalgurik     | 42,3° S, 125,1° O | 7,5 km  | Vorname der Ewenken                                                            |
| Jamila       | 45,8° N, 134,8° O | 7,9 km  | afghanischer Vorname                                                           |
| Jane         | 60,5° S, 55,2° W  | 10,2 km | hebräischer Vorname                                                            |
| Janice       | 87,3° N, 98,1° W  | 10 km   | englischer Vorname                                                             |
| Janina       | 2° S, 135,7° O    | 9,3 km  | polnischer Vorname                                                             |
| Janyl        | 28° S, 138,8° O   | 5,6 km  | kirgisischer Vorname                                                           |
| Jasmin       | 15,6° N, 61,6° O  | 15,1 km | arabischer Vorname                                                             |
| Jeanne       | 40,1° N, 28,5° W  | 19,4 km | französischer Vorname                                                          |
| Jennifer     | 4,6° S, 99,8° O   | 9,6 km  | griechischer Vorname                                                           |
| Jerusha      | 22° S, 17,3° W    | 17,2 km | hebräischer Vorname                                                            |
| Jex-Blake    | 65,4° N, 169,3° O | 31,6 km | Sophia Jex-Blake (1840–1912), britische Ärztin und Feministin                  |
| Jhirad       | 16,8° S, 105,6° O | 50,2 km | Jerusha Jhirad, indische Ärztin                                                |
| Jitka        | 61,9° S, 70,9° O  | 13 km   | slowakischer Vorname                                                           |
| Jocelyn      | 33,2° S, 83,6° W  | 14 km   | deutscher Vorname                                                              |
| Jodi         | 35,7° S, 68,7° O  | 10,2 km | englischer Vorname                                                             |
| Johanna      | 19,5° N, 112,7° W | 15,1 km | hebräischer Vorname                                                            |
| Johnson      | 51,8° N, 105,4° W | 24,5 km | Amy Johnson (1903–1941), britische Fliegerin                                   |
| Joliot-Curie | 1,6° S, 62,4° O   | 91,1 km | Irène Joliot-Curie (1897–1956), französische Physikerin und Nobelpreisträgerin |
| Joshee       | 5,5° N, 71,3° W   | 37 km   | Anandi Gopal Joshi (1865–1887), indische Ärztin                                |
| Juanita      | 62,8° S, 90° O    | 19,3 km | spanischer Vorname                                                             |
| Judith       | 29,1° S, 104,5° O | 16,6 km | hebräischer Vorname                                                            |
| Julie        | 51° N, 117,4° W   | 13,5 km | tschechischer Vorname                                                          |
| Jumaisat     | 15,1° S, 135,6° O | 7,5 km  | Vorname der Kumyken                                                            |
| Jutta        | 0° N, 142,6° O    | 7 km    | finnischer Vorname                                                             |